# تاریخچه سیاست خارجی و دفاع ملی در حزب جمهوری‌خواه
حزب جمهوری‌خواه ایالات متحده آمریکا در طول مدت موجودیت خود دیدگاه‌های مختلفی در مورد سیاست خارجی و دفاع ملی داشته‌است. به‌طور کلی، این حزب از یک سیاست خارجی نظامی گرایانه تر (به استثنای عناصر انزواطلب و لیبرترین) دفاع کرده‌است. رؤسای جمهور جمهوری‌خواه در طول تاریخ آمریکا به جنگ‌های متعددی پیوسته یا آغاز کرده‌اند که نتایج مختلفی داشته‌است.
جمهوری خواهان از فراخوان وودرو ویلسون برای ورود آمریکا به جنگ جهانی اول در سال ۱۹۱۷ حمایت کردند و فقط از اینکه او برای رفتن به جنگ بسیار کند بود شاکی بودند. جمهوریخواهان در سال ۱۹۱۹ با درخواست او برای ورود به جامعه ملل مخالفت کردند. اکثریت این حزب با ملاحظاتی از جامعه ملل حمایت کردند. اقلیتی از آن مخالف عضویت در هر شرایطی بودند. جمهوریخواهان در دهه ۱۹۲۰ از خلع سلاح جهانی و در دهه ۱۹۳۰ انزواطلبی حمایت کردند. اکثر جمهوری خواهان تا زمان حمله ژاپن به پرل هاربر در سال ۱۹۴۱، به شدت با مداخله در جنگ جهانی دوم مخالفت کردند. با این حال، تا سال ۱۹۴۵، بین‌المللی‌گرایان که از سیاست‌های جنگ سرد، مانند دکترین ترومن، طرح مارشال و ناتو حمایت می‌کردند در این حزب مسلط شدند.

## دهه ۱۹۵۰: دوایت آیزنهاور
در انتخابات ریاست جمهوری ۱۹۵۲، ژنرال دوایت دی. آیزنهاور، فرمانده عالی ناتو، توسط حزب جمهوری‌خواه برای مقابله با نامزدی سناتور حامی عدم مداخله رابرت تفت، به خدمت گرفته شد. مبارزات انتخاباتی آیزنهاور یک جنگ صلیبی علیه سیاست‌های دولت ترومن در مورد " کره، کمونیسم و فساد " بود.

## دهه ۱۹۷۰: نیکسون-فورد
اکثر جمهوری خواهان از سیاست ویتنامی سازی نیکسون-فورد-کیسینجر (این که جنگیدن در جنگ ویتنام به ویتنام جنوبی با سلاح‌های آمریکایی واگذار شود) و سیاست تنش زدایی آنها با اتحاد جماهیر شوروی و چین حمایت کردند. جناح محافظه کار، به رهبری ریگان، تنش زدایی با اتحاد جماهیر شوروی را محکوم کرد اما در انتخابات مقدماتی ریاست جمهوری ۱۹۷۶ توسط فورد شکست خورد. هنگامی که فورد در انتخابات بعدی رقابت مجدد خود را به جیمی کارتر از دست داد، رویکرد ریگان بر حزب مسلط شد.

## ۱۹۸۱–۱۹۸۹: رونالد ریگان

### جنگ سرد
پرزیدنت ریگان جنگ سرد را دوباره شعله‌ور کرد. تنش زدایی در سال ۱۹۷۹ توسط رئیس‌جمهور جیمی کارتر در مواجهه با تهاجم شوروی به افغانستان رد شد. ریگان سپس دستور داد تا نیروهای مسلح ایالات متحده، به ویژه پروژه SDI، تهدید هسته ای شوروی را با سرنگونی موشک‌های آن تضعیف کنند.

### گرانادا

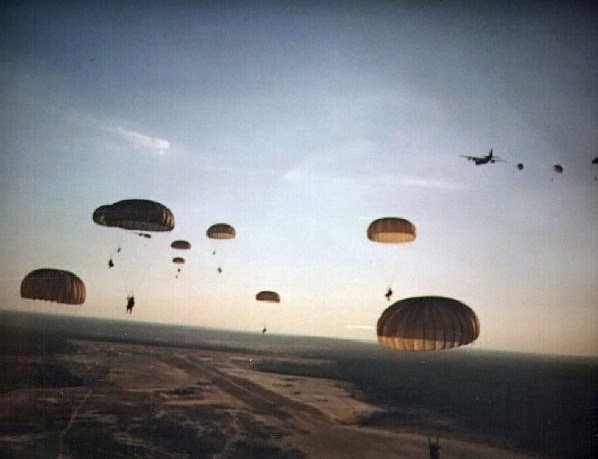
تکاوران ارتش ایالات متحده یک حمله هوایی را در پریش سنت جورج، گرانادا در طول جنگ انجام دادند.

در ۲۵ اکتبر ۱۹۸۳، به درخواست دولت‌های منطقه، ریگان دستور عملیات خشم فوری، حمله نظامی به جزیره کوچک گرانادا در دریای کارائیب، که بیش از هزار دانشجوی آمریکایی و خانواده‌هایشان در آن اقامت داشتند، را صادر کرد. یک کودتای مارکسیستی دولت مستقر را سرنگون کرده و رهبر آن موریس بیشاپ را تیرباران کرده بود. این اولین عقبگرد واقعی بود که یک رژیم کمونیستی را نابود کرد و نشانگر ادامه تشدید تنش‌ها با اتحاد جماهیر شوروی به نام جنگ سرد دوم بود. دموکرات‌ها به شدت از ضدیت ریگان با کمونیسم در آمریکای لاتین انتقاد کرده بودند، اما این بار ریگان از حمایت قاطع رای‌دهندگان برخوردار شد و دموکرات‌های رهبری کننده گفتند این تهاجم موجه است. یک سال قبل از انتخابات ۱۹۸۴، زمانی که ماندیل گفت که اگر او بود هم دستور تهاجم را صادر می‌کرد، تصویری از اقدام قاطع و قوی برای رئیس‌جمهور ساخت. در واقع، ماندیل به سناتور گری هارت، رقیب اصلی خود برای کسب نامزدی ریاست جمهوری دموکرات‌ها، به عنوان انزواطلب و ضعیف در مبارزه با دیکتاتوری‌ها حمله کرد.

### عملیات‌های مخفی
تحت سیاستی که به دکترین ریگان معروف شد، ریگان و دولت او همچنین به جنبش‌های مقاومت ضد کمونیستی کمک‌های آشکار و پنهان در تلاش برای " عقبگرد " دولت‌های کمونیستی تحت حمایت شوروی در جهان سوم ارائه کردند. این سیاست از نظر سیاسی بحث‌برانگیز بود و لیبرال دموکرات‌ها به ویژه از عملیات ریگان در آمریکای لاتین عصبانی بودند. با این حال، عملیات‌های مخفی در جاهای دیگر، به ویژه کمک‌های مخفی به مجاهدین در جنگ شوروی-افغانستان، معمولاً حمایت دو حزب را به دست می‌آورد.

## ۱۹۸۹–۱۹۹۳: جورج اچ دابلیو بوش

### ۱۹۹۰–۱۹۹۱: جنگ خلیج فارس
در ۱ اوت ۱۹۹۰ عراق بعثی به رهبری صدام حسین به کویت حمله کرد. پرزیدنت بوش یک ائتلاف بین‌المللی تشکیل داد و موافقت سازمان ملل را برای اخراج عراق به دست آورد. در ۱۲ ژانویه ۱۹۹۱، کنگره به حمله نظامی، عملیات طوفان صحرا، با اختلاف اندکی رای مثبت داد و جمهوری خواهان موافق و دموکرات‌ها مخالف بودند. رای مجلس نمایندگان ۲۵۰ رای موافق به ۱۸۳ و در سنا ۵۲ بر ۴۷ بود. در سنا ۴۲ جمهوری‌خواه و ۱۰ دموکرات به جنگ رای مثبت دادند، در حالی که ۴۵ دموکرات و دو جمهوری‌خواه رای منفی دادند. در مجلس نمایندگان ۱۶۴ جمهوری‌خواه و ۸۶ دموکرات رأی مثبت دادند و ۱۷۹ دموکرات، سه جمهوری‌خواه و یک مستقل رأی منفی دادند. جنگ کوتاه و موفق بود، اما حسین اجازه یافت که در قدرت بماند. کشورهای عربی تمام هزینه‌های نظامی آمریکا را پرداخت کردند.

## ۱۹۹۳–۲۰۰۱: سیاست اپوزیسیون
در دهه ۱۹۹۰، جمهوری‌خواهان کنگره بر سر مداخله نظامی ناتو در جنگ‌های یوگسلاوی تحت رهبری بیل کلینتون، رئیس‌جمهور دموکرات، دچار شکاف شدند. نمونه‌هایی از جمهوری‌خواهان مداخله‌گرا، باب دول، رهبر اکثریت سنا و سناتور جان مک‌کین و نمونه‌هایی از چهره‌های مخالف عبارتن بودند از ترنت لات، رهبر اکثریت سنا و دیک آرمی، رهبر اکثریت مجلس نمایندگان، که دومی استقرار در جنگ کوزوو را «با بررسی ضعیف و نامحتمل به دستیابی به اهداف" خواند. در سال ۲۰۰۰، جورج دبلیو بوش، نامزد موفق جمهوری‌خواه ریاست‌جمهوری، با پلتفرمی در انتخابات رقابت کرد که عموماً با دخالت ایالات متحده در درگیری‌های خارجی مخالف بود و گفت که ایالات متحده مسئولیت «ملت‌سازی» را ندارد. به این ترتیب، او از خروج نظامی آمریکا از ماموریت حفظ صلح ناتو در بالکان حمایت کرد.

## ۲۰۰۱–۲۰۰۹: جورج دبلیو بوش

### حمله به افغانستان
پس از حملات ۱۱ سپتامبر در سال ۲۰۰۱ در نیویورک، بوش جنگ علیه تروریسم را آغاز کرد که در آن ایالات متحده به رهبری ائتلاف بین‌المللی به افغانستان، پایگاه اسامه بن لادن تروریست حمله کرد. این تهاجم منجر به سرنگونی رژیم طالبان شد. پس از حمله غافلگیرانه به محل اقامت بن لادن در ۲ می ۲۰۱۱، به دستور باراک اوباما، بن لادن کشته شد و جسد او در دریا انداخته شد. حمایت دو حزبی از این اقدام وجود داشت و چهره‌های برجسته جمهوری‌خواه و دموکرات در حمایت از این حمله صحبت کردند.

### حمله به عراق

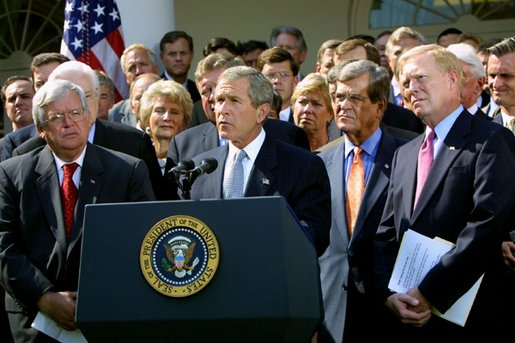
پرزیدنت جورج دبلیو بوش، در محاصره رهبران مجلس نمایندگان و سنا، قطعنامه جنگ عراق را در ۲ اکتبر ۲۰۰۲ اعلام می‌کند.

در سال ۲۰۰۳، به دنبال قطعنامه دو حزبی جنگ عراق و مسائلی که در رابطه با بازرسان تسلیحاتی سازمان ملل وجود داشت، پرزیدنت بوش حمله به عراق را همراه با شرکای ائتلاف، به ویژه بریتانیا، آغاز کرد. بوش این تهاجم را بخشی از «جنگ علیه تروریسم» عمومی توصیف کرد. صدام حسین دیکتاتور عراق دستگیر و اعدام شد، اما حامیان او و سایر نیروهای مخالف شورشی را به راه انداختند که سال‌ها ادامه داشت. این موضوع در سال ۲۰۰۴ (زمانی که بوش دوباره انتخاب شد) و در سال ۲۰۰۶ و ۲۰۰۸ (زمانی که پرزیدنت اوباما برای اولین بار به ریاست جمهوری انتخاب شد و دموکرات‌ها تعداد خود را در هر دو مجلس کنگره افزایش دادند) یک مسئله مهم انتخاباتی بود.
حمایت عمومی قابل توجهی از تلاش جنگی در روزهای اولیه در میان هر دو حزب و سایرین وجود داشت، اما نظرات به زودی تغییر کرد و حدود نیمی از آمریکایی‌هایی که در نوامبر ۲۰۰۳ مورد بررسی قرار گرفتند، گفتند نتیجه نهایی جنگ ارزشش را نداشت. فقدان ذخایر مورد انتظار سلاح‌های کشتار جمعی و شکست‌های اشغال نظامی عراق دیدگاه رای‌دهندگان را تغییر داد. نظرسنجی انجام شده توسط سی‌بی‌اس نیوز در ده سالگی تهاجم آمریکا نشان داد که جمهوری‌خواهان با اختلاف ۶۱ درصدی معتقد بودند که اقدام نظامی کار درستی بود و اکثریت دموکرات‌ها و مستقل‌ها مخالف بودند. با این حال، همان نظرسنجی نشان داد که جمهوری خواهان بر سر این سؤال که آیا نیروهای آمریکایی در اهداف کلی خود موفق شدند یا خیر، ۴۶ درصد به ۴۵ درصد دودسته بودند. تا ژانویه ۲۰۱۴، ۵۲ درصد از جمهوری خواهان از اقدام نظامی در عراق حمایت می‌کردند و ۳۸ درصد می‌گفتند که جنگ موفقیت‌آمیز بوده‌است که نشان می‌دهد حمایت جمهوری خواهان از جنگ در طول زمان کاهش یافته‌است.

## ۲۰۰۹–۲۰۱۶
پرزیدنت باراک اوباما که در ژانویه ۲۰۰۹ تحلیف شد و بعداً برای دور دوم انتخاب شد، سیاست قبلی مداخله گسترده در جنگ در افغانستان را با طرح حذف نیروهای رزمی در حالی که نیروهای افغان برای جایگزینی آنها تا اواخر سال ۲۰۱۴ آموزش می‌دیدند، ادامه داد. نظرسنجی مرکز تحقیقاتی پیو در اکتبر ۲۰۱۲ نشان داد که جمهوری خواهان به‌طور مساوی با ۴۸ درصد در مورد گزینه‌های باقی ماندن نیروهای نظامی آمریکایی در افغانستان «تا زمانی که وضعیت تثبیت شود» مشابه با سیاست‌های اوباما در برابر خروج آنها «در اسرع وقت» دو دسته شده‌است. مقاله ای در مجله خبری فارین پالیسی بیان کرد که این نشان دهنده حرکتی از موضع «جنگ طلبانه» قبلی جمهوری خواهان است.

### بهار عربی
حزب جمهوری‌خواه تا حد زیادی در مورد نگرش ایالات متحده در واکنش به رویدادهای بهار عربی دودستگی دارد. رهبری جمهوری خواهان در مجلس نمایندگان و سنا از مداخله نظامی سال ۲۰۱۱ در لیبی حمایت کردند، اگرچه بسیاری از جمهوری خواهان محافظه کار کنگره، مانند میشل باکمن، به مخالفت با مداخله رای دادند. به‌طور مشابه، بسیاری از جمهوری خواهان ارشد، از جمله نامزدهای ریاست جمهوری جان مک کین، میت رامنی و مارکو روبیو از مسلح کردن شورشیان سوری حمایت کردند، در حالی که جمهوری خواهان محافظه کار در کنگره مخالفت خود را با این امر اعلام کردند. جمهوری خواهان کنگره، از جمله رهبر اقلیت سنا میچ مک کانل، به‌طور قاطع مخالف مداخله نظامی پیشنهادی آمریکا در سوریه بودند. در لیبی و سوریه، جمهوری خواهان مخالف مداخله، نفوذ اسلامگرایان در درون گروه‌های شورشی و نبود منافع امنیت ملی ایالات متحده را دلیل مخالفت خود ذکر کرده‌اند. در طول دوره انتخابات ریاست جمهوری ۲۰۱۶، بسیاری از جمهوری خواهان برجسته، از جمله جان کیسیک، تد کروز، دونالد ترامپ و حتی چهره‌هایی که معمولاً با جناح مداخله گرای حزب مرتبط هستند، مانند تام کاتن و رودی جولیانی از هیلاری کلینتون نامزد دموکرات ریاست جمهوری به دلیل تصمیم او برای حمایت از مداخله در لیبی به عنوان وزیر امور خارجه انتقاد کرده‌اند.

### اوکراین
جمهوریخواهان برجسته کنگره همگی از تحریم‌ها علیه روسیه در واکنش به مداخله نظامی روسیه در اوکراین در سال ۲۰۱۴ حمایت کردند. هیچ‌یک از سیاستمداران اصلی هیچ‌یک از دو حزب با دور اول تحریم‌های آمریکا و اتحادیه اروپا در آوریل ۲۰۱۴ مخالفت نکردند. اقلیتی از جمهوری‌خواهان، مانند دینا روراباکر، عضو کنگره و دونالد ترامپ، از حمایت ایالات متحده از دولت اوکراین انتقاد کرده‌اند و بر روابط نزدیک‌تر با روسیه تأکید دارند.

### ایران
هم جمهوری‌خواهان و هم دموکرات‌ها در کنگره عموماً از تحریم‌ها علیه ایران به دلیل برنامه هسته‌ای آن حمایت می‌کنند. جمهوری خواهان کنگره و نامزدهای جمهوری‌خواه ریاست جمهوری ۲۰۱۶ به‌طور کلی با موافقت دولت اوباما با ایران مخالفت کردند، توافقی که تحریم‌ها را در ازای افزایش بازرسی از تأسیسات هسته ای ایران لغو می‌کرد.

## ۲۰۱۶–۲۰۲۱: دونالد ترامپ

### روسیه
تحت رهبری پرزیدنت دونالد ترامپ، دولت جدید جمهوری خواهان به سمت موضع بسیار کمتر جنگ طلبانه در قبال فدراسیون روسیه روی آورد، به طوری که رهبران جمهوری‌خواه لغو  تحریم‌ها علیه روسیه را بررسی می‌کردند و ترامپ وزیر امور خارجه به نام رکس تیلرسون را معرفی کرد که روابط قوی با روسیه دارد. .
همچنین تغییر قابل توجهی در نگرش رای‌دهندگان جمهوری‌خواه نسبت به ولادیمیر پوتین رئیس‌جمهور روسیه ایجاد شده‌است. در ژوئیه ۲۰۱۴، ۶۶ درصد از جمهوری خواهان به پوتین نگاه نامطلوب داشتند، اما تا دسامبر ۲۰۱۶، تنها ۱۰ درصد این دیدگاه را داشتند.

### چین
دولت مواضع خصمانه تری را در قبال جمهوری خلق چین نشان داد، به طوری که ترامپ برای نخستین بار از زمان بیانیه شانگهای با تماس رئیس‌جمهور جمهوری چین، تسای اینگ ون، کنوانسیون دیپلماتیک ایالات متحده را زیر پا گذاشت که منجر به توبیخ دولت چین شد. برخی گمانه‌زنی‌ها مبنی بر اینکه نزدیکی با روسیه به منظور منزوی کردن جمهوری خلق چین، که در دو دهه گذشته پس از سقوط اتحاد جماهیر شوروی و اعتراضات میدان تیان‌آن‌من، روابط قوی با روسیه داشته‌است، بود وجود دارد.

### سوریه
دولت ترامپ موضعی متفاوت از دولت قبلی اوباما در مورد جنگ داخلی سوریه اتخاذ کرد، به طوری که نیکی هیلی، سفیر سازمان ملل و رکس تیلرسون، وزیر امور خارجه، هر دو در مارس ۲۰۱۷ اعلام کردند که ایالات متحده مطابق با مواضع ترامپ در طول مبارزات انتخاباتی‌اش دیگر حذف رئیس‌جمهور بشار اسد از سمت خود را در اولویت قرار نخواهد داد.